# 2004 PW117
2004 PW117, também escrito como 2004 PW117, é um objeto transnetuniano que está localizado no Cinturão de Kuiper, uma região do Sistema Solar. Este corpo celeste é classificado como um provável cubewano. Ele possui uma magnitude absoluta de 6,3 e tem um diâmetro estimado com 242 km.

## Descoberta
2004 PW117 foi descoberto no dia 15 de agosto de 2004 pelo astrônomo B. Gladman.

## Órbita
A órbita de 2004 PW117 tem uma excentricidade de 0,064 e possui um semieixo maior de 43,478 UA. O seu periélio leva o mesmo a uma distância de 40,692 UA em relação ao Sol e seu afélio a 46,263 UA.